# أراغونا
أراغونا (بالإيطالية: Aragona)‏ هي بلدية في مقاطعة أغريجنتو في صقلية الإيطالية.

## السكان
تطور النمو السكاني لـ أراغونا

## توأمة
لأراغونا اتفاقيات توأمة مع:
- لا لوفيير